# Luca Cambiaso

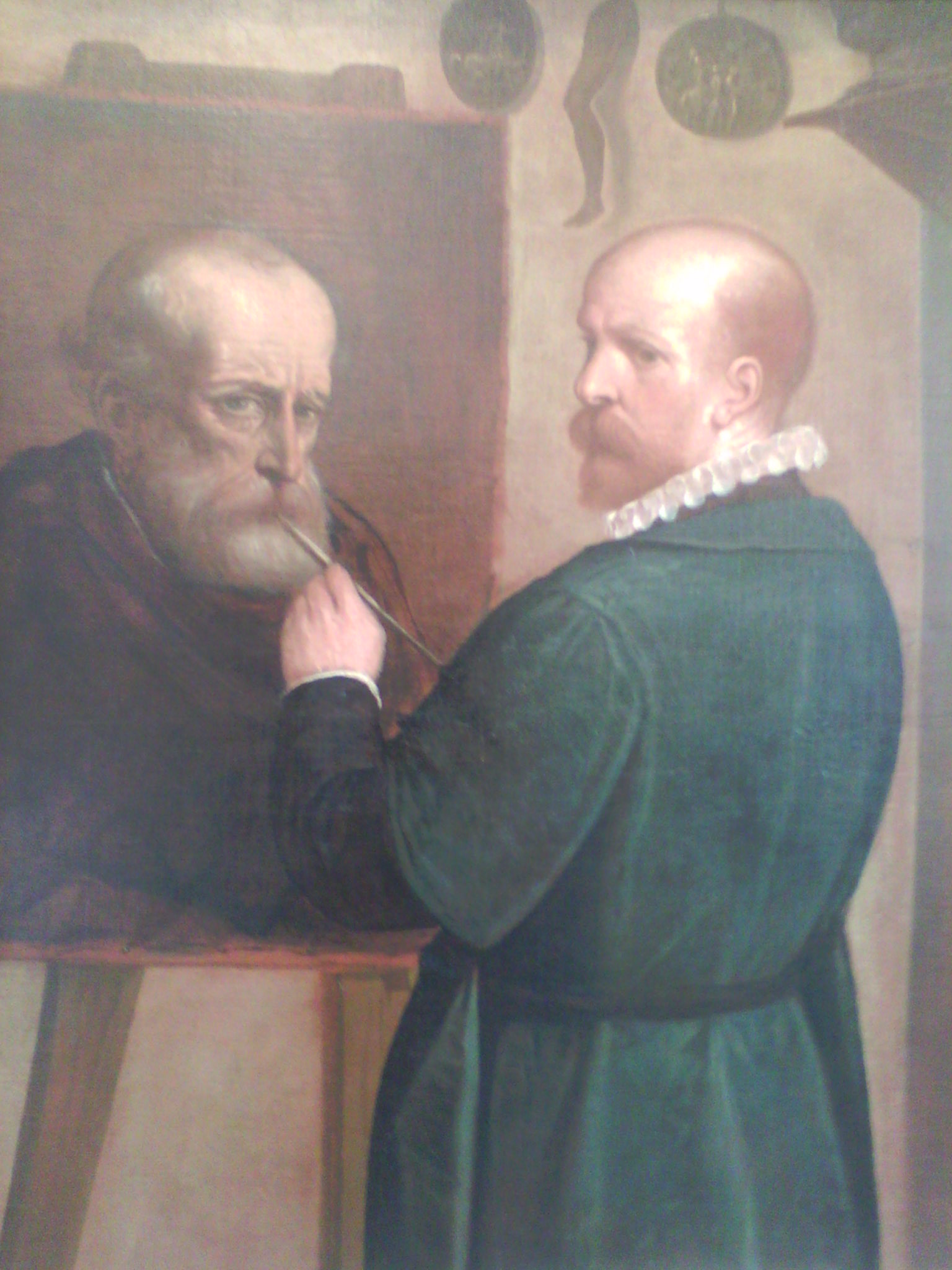
Selbstporträt des Malers, das Porträt seines Vaters Giovanni malend

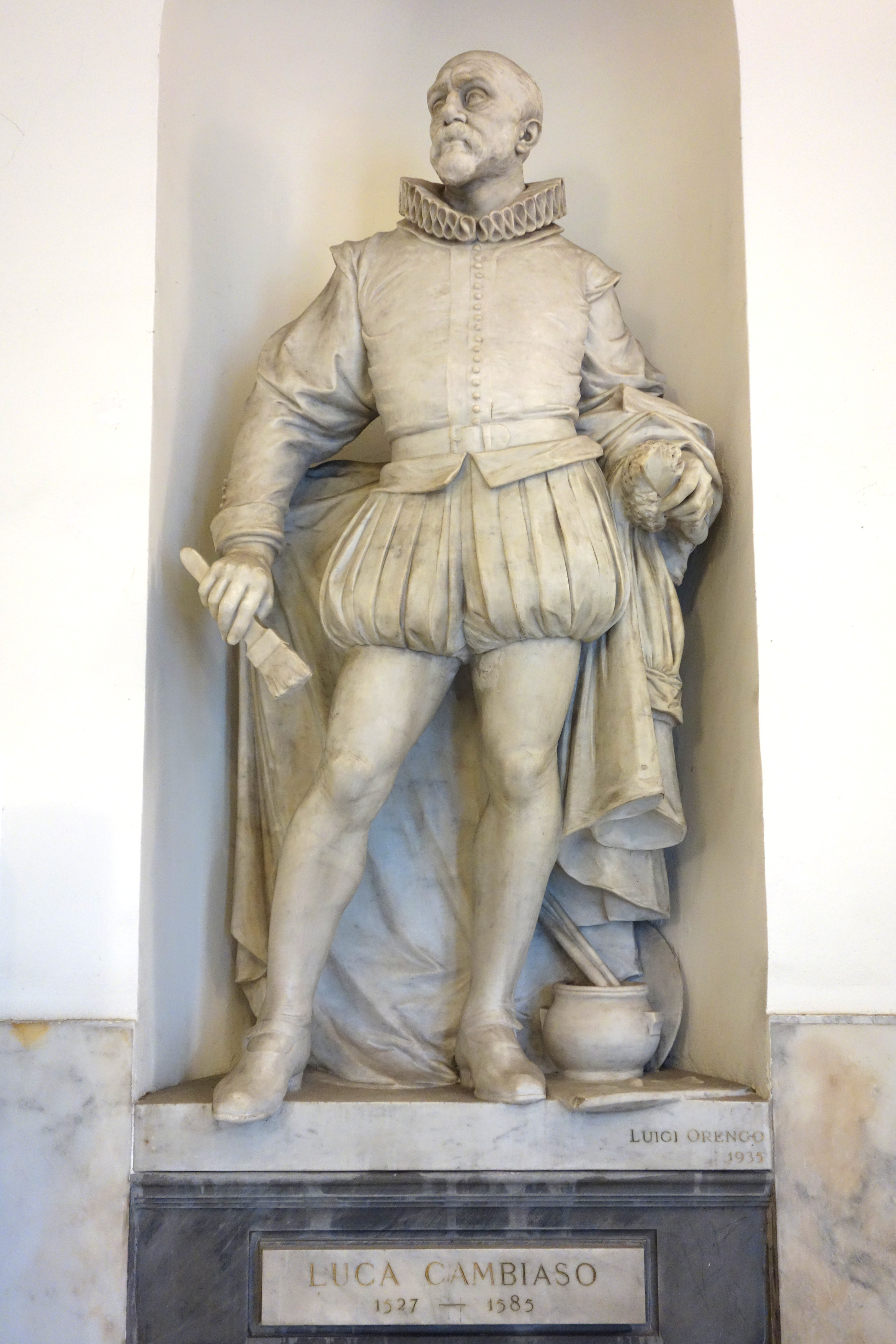
Statue Luca Cambiasos von Luigi Orengo (1935) im Atrium der Accademia Ligustica di Belle Arti

Luca Cambiaso (* 18. November 1527 in Moneglia; † 6. September 1585 in San Lorenzo de El Escorial) war ein italienischer Maler.

## Leben

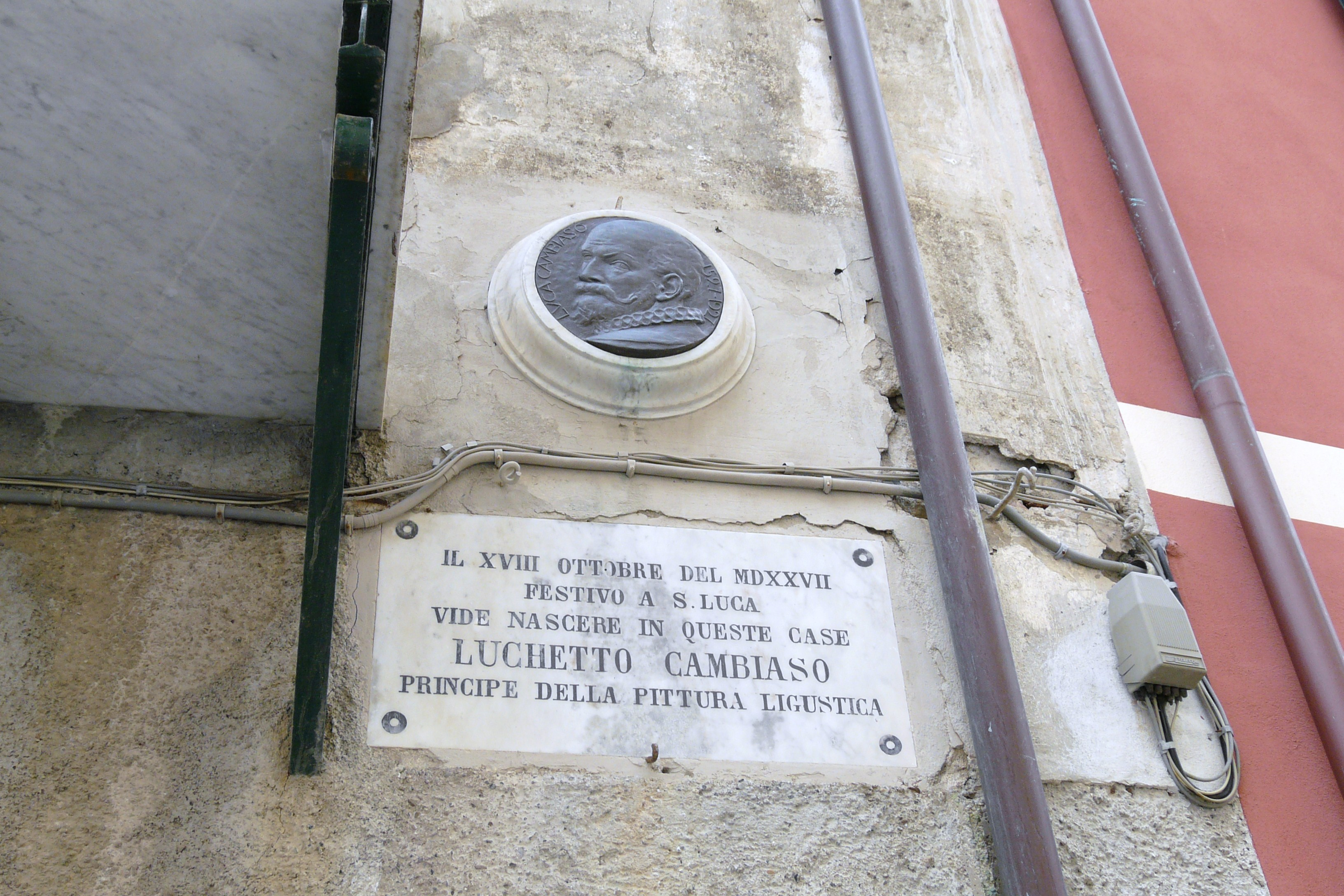
Gedenktafel am Geburtshaus in Moneglia

Der Sohn des Malers Giovanni Cambiaso begann bei seinem Vater die ersten Studien, zeichnete sich schon früh durch mechanische Fertigkeit und Fruchtbarkeit an Ideen aus und führte später in Rom durch eifriges Studium von Raffaels und Michelangelos Werken sein Talent der Reife entgegen.
Besonders befleißigte er sich des Studiums der Natur, der Grazie und eines gefälligen Kolorits, wobei ihm Antonio da Correggio vorgeschwebt zu haben scheint, und bildete sich so zu einem der besten Maler, dessen Werke inmitten jener manierierten Zeit wie ein frischer Quell anmuten.
Die Darstellung bewegter Szenen gelang ihm weniger als der Ausdruck ruhiger Empfindungen. Das beste Bild dieser Richtung ist die große Pietà in der Basilica Santa Maria Assunta in Carignano zu Genua, der Stadt, wo sich überhaupt die meisten seiner Werke befinden. In späteren Jahren jedoch verfiel Cambiaso verfiel in eine flüchtige Manier, so dass man ihm sogar nachsagte, er habe mit beiden Händen zugleich gemalt, und auch die Schwermut, die sich infolge der Verweigerung einer zweiten Heirat vonseiten des Papstes seiner bemächtigte, mag zu einer Abnahme seiner künstlerischen Kräfte beigetragen haben.
Im Jahr 1583 wurde er von Philipp II. nach Spanien berufen, um die durch Castellos Tod unterbrochenen Arbeiten an den Wandgemälden des Escorial zu vollenden. Er starb aber schon 1585.
Zu Cambiasos Hauptwerken gehören die Freskenausstattungen in mehreren Kirchen und Palästen in Genua. Außerhalb Genuas ist er wenig vertreten; Gemälde von ihm befinden sich außerdem hauptsächlich in Spanien und in Neapel; die Gemäldegalerie in Berlin besitzt die Caritas.
Aus seinem Spätwerk sind Skizzen bekannt, in denen Personenkonstellationen auf geometrische Grundformen reduziert werden. Diese werden als Zeichnungen in kubischer Manier (la maniera cubica) bezeichnet, da sie modernen kubistischen Bildern ähneln.

## Werke (Auswahl)

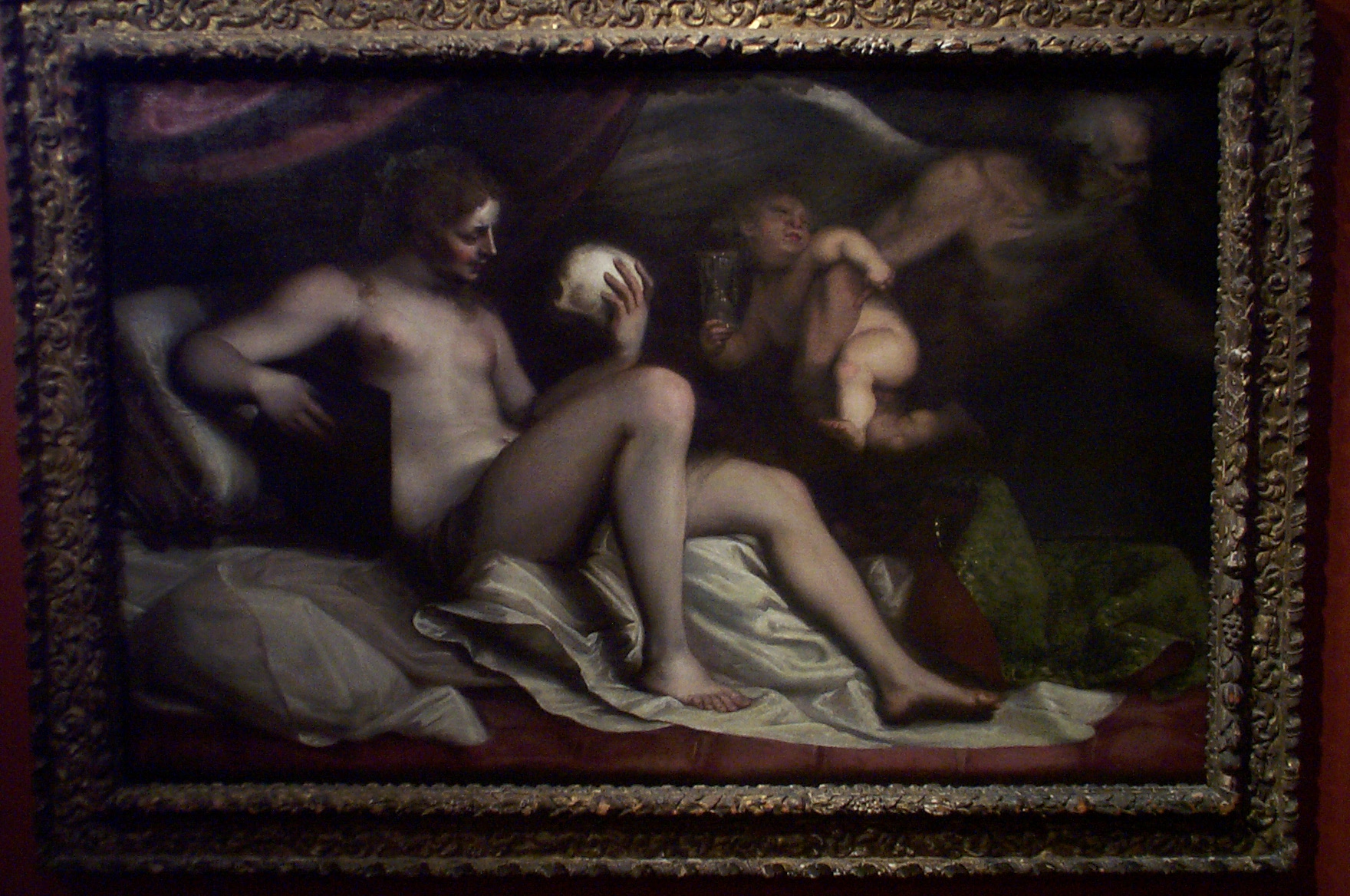
Eitelkeit der irdischen Liebe (um 1570)

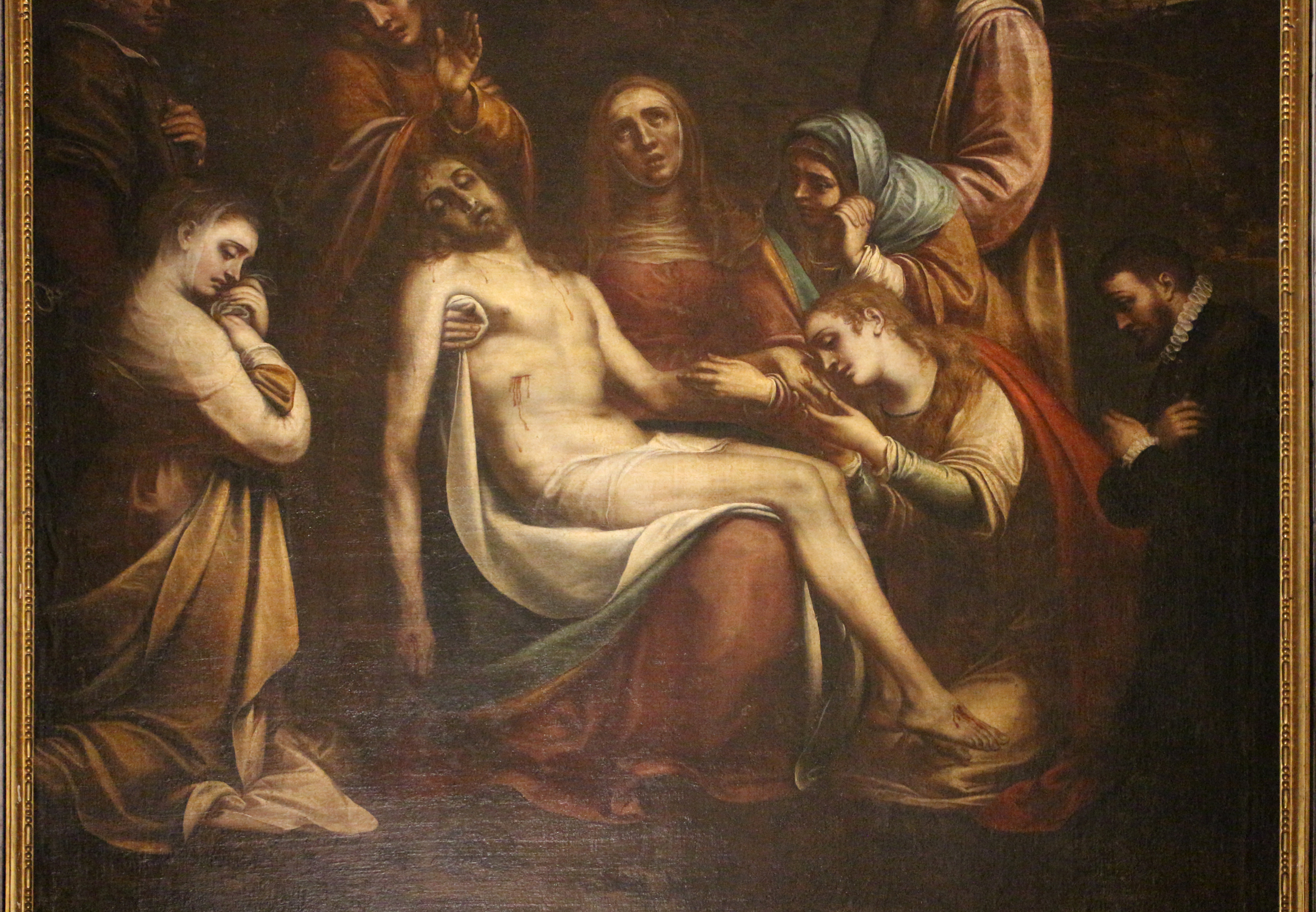
Pietà (um 1571)

### Tafelmalerei
- Anbetung der Hirten, Holz, 118 × 135 cm. (Mailand, Pinacoteca di Brera.)
- Anbetung der Könige, Holz, 223 × 150 cm. (Turin, Galleria Sabauda.)
- Auferstehung, 1547, Holz, 224 × 168 cm. (Taggia, SS. Giacomo e Filippo.)
- Die Heiligen Benedikt, Lukas und Johannes d. T., 1562, Leinwand, 261×161
- Maria mit dem Kind, die heilige Elisabeth und der heilige Johannes, nach 1560, Holz, 110 × 94 cm. (Pavia, Musei civici di Pavia.[1])
- Entdeckung des Fehltritts der Kallisto, nach 1570, Leinwand, 146 × 150 cm. (Kassel, Gemäldegalerie.)
- Venus und Adonis, Leinwand, 141 × 98 cm. (Rom, Galleria Borghese.)

### Wand- und Deckenmalerei
- um 1545–50, Genua, Palazzo di Antonio Doria: Herkules im Kampf mit den Amazonen und Apoll schießt auf die Griechen vor Troja
- um 1550, Genua, Palazzo Grillo: Merkur und Psyche
- um 1560, Genua, Palazzo Spinola Pessagno: Der Held im Parnass
- um 1560, Genua, San Matteo, Szenen aus dem Leben des Hl. Matthäus
- um 1565, Genua, Palazzo Grimaldi delle Meridiana: Heimkehr des Odysseus
- um 1565, Genua, Villa Cattaneo Imperiale: Raub der Sabinerinnen
- um 1572–75, Genua, Palazzo Lercari-Parodi: Die Errichtung des Fondaco in Trapezunt